# Diopsiulus madaraszi
Diopsiulus madaraszi är en mångfotingart som beskrevs av Filippo Silvestri 1916. Diopsiulus madaraszi ingår i släktet Diopsiulus och familjen Stemmiulidae. Inga underarter finns listade i Catalogue of Life.